# Сезон ФК «Карпати» (Львів) 2007—2008
| «Карпати» (Львів) у сезоні 2007/08 | «Карпати» (Львів) у сезоні 2007/08  |
| ---------------------------------- | ----------------------------------- |
| Ліга                               | Вища ліга                           |
| Місце в лізі                       | 10                                  |
| Раунд у Кубку                      | 1/16                                |
| Головний тренер                    | Олександр Іщенко, Валерій Яремченко |
| Президент                          | Петро Димінський                    |
| Стадіон                            | «Україна», Львів                    |
| Капітан                            | Микола Іщенко                       |
| Найбільше матчів у лізі            | Ігор Худоб'як — 29                  |
| Найкращий бомбардир у лізі         | Леонід Ковель — 6                   |

Сезон «Карпат» (Львів) 2007—2008 — 17-й сезон футбольного клубу «Карпати» (Львів) у футбольних змаганнях України. У чемпіонаті команда посіла 10-те місце. У Кубку України клуб дійшов до 1/16 фіналу.

## Чемпіонат
| Місце | Клуб                          | «Карпати» — клуб | «Карпати» — клуб | І  | В  | Н  | П  | М     | О  |
| Місце | Клуб                          | удома            | у гостях         | І  | В  | Н  | П  | М     | О  |
| --- | ----------------------------- | ---------------- | ---------------- | -- | -- | -- | -- | ----- | -- |
| | «Шахтар» (Донецьк)            | 2:4              | 0:3              | 30 | 24 | 2  | 4  | 75-24 | 74 |
| | «Динамо» (Київ)               | 1:2              | 3:7              | 30 | 22 | 5  | 3  | 65-26 | 71 |
| 3 | «Металіст» (Харків)           | 0:2              | -:-              | 30 | 18 | 6  | 6  | 47-27 | 60 |
| 4 | «Дніпро» (Дніпропетровськ)    | 0:1              | 0:0              | 30 | 18 | 5  | 7  | 40-27 | 59 |
| 5 | «Таврія» (Сімферополь)        | 4:0              | 1:2              | 30 | 13 | 8  | 9  | 38-40 | 47 |
| 6 | «Арсенал» (Київ)              | 0:0              | 0:2              | 30 | 11 | 9  | 10 | 42-36 | 42 |
| 7 | «Чорноморець» (Одеса)         | 2:0              | 0:4              | 30 | 11 | 5  | 14 | 27-33 | 38 |
| 8 | «Ворскла» (Полтава)           | 1:2              | 0:0              | 30 | 9  | 9  | 12 | 28-30 | 36 |
| 9 | «Металург» (Запоріжжя)        | 1:3              | 0:1              | 30 | 9  | 9  | 12 | 24-32 | 36 |
| 10 | «Карпати» (Львів)             |                  |                  | 30 | 9  | 6  | 15 | 29-37 | 33 |
| 11 | «Зоря» (Луганськ)             | 3:0              | 1:0              | 30 | 9  | 4  | 17 | 24-43 | 31 |
| 12 | «Металург» (Донецьк)          | 0:0              | 0:1              | 30 | 6  | 13 | 11 | 34-39 | 31 |
| 13 | «Кривбас» (Кривий Ріг)        | 3:0              | 1:0              | 30 | 7  | 9  | 14 | 29-39 | 30 |
| 14 | ФК «Харків» (Харків)          | 1:0              | 0:1              | 30 | 6  | 9  | 15 | 20-32 | 27 |
| 15 | «Нафтовик-Укрнафта» (Охтирка) | 1:1              | 0:0              | 30 | 6  | 8  | 16 | 18-38 | 26 |
| 16 | «Закарпаття» (Ужгород)        | 2:0              | 2:1              | 30 | 3  | 9  | 18 | 17-54 | 18 |
| Згідно з рішенням КДК ФФУ від 9 серпня 2010 року, рішенням САС від 2 серпня 2013 року результат матчу «Металіст» - «Карпати» (4:0) анульований, обом командам зараховані технічні поразки -:-, команда «Металіст» позбавлена бронзових медалей чемпіонату. |                               |                  |                  |    |    |    |    |       |    |

### Статистика гравців
У чемпіонаті за клуб виступали 29 гравців:
| Футболіст                      | Дата народження   | Країна   | Ігри     | Голи     |          |
| Воротарі                       | Воротарі          | Воротарі | Воротарі | Воротарі | Воротарі |
| ------------------------------ | ----------------- | -------- | -------- | -------- | -------- |
| Ломая Георгі                   | 8 серпня 1979     | Грузія   | 1        | 4п       |          |
| Мартищук Юрій Васильович       | 22 квітня 1986    | Україна  | 20       | 21п      |          |
| Налепа Мацей Павел             | 31 березня 1978   | Польща   | 11       | 16п      |          |
| Захисники                      |                   |          |          |          |          |
| Іщенко Микола Анатолійович     | 9 березня 1983    | Україна  | 26       | 0        |          |
| Лапко Микола Романович         | 11 жовтня 1976    | Україна  | 4        | 0        |          |
| Лащенков Сергій Миколайович    | 24 березня 1980   | Молдова  | 21       | 0        |          |
| Петрівський Тарас Степанович   | 3 лютого 1984     | Україна  | 13       | 1        |          |
| Пшеничних Сергій Миколайович   | 19 листопада 1981 | Україна  | 25       | 0        |          |
| Федорів Володимир Миколайович  | 29 липня 1985     | Україна  | 24       | 0        |          |
| Шкред Олег Васильович          | 1 жовтня 1982     | Україна  | 1        | 0        |          |
| Юрєвіч Аляксандр Владзіміравіч | 8 серпня 1979     | Білорусь | 10       | 0        |          |
| Півзахисники                   |                   |          |          |          |          |
| Годвін Самсон                  | 11 листопада 1983 | Нігерія  | 28       | 0        |          |
| Голодюк Олег Юрійович          | 2 січня 1988      | Україна  | 2        | 0        |          |
| Женюх Олег Васильович          | 22 березня 1987   | Україна  | 16       | 0        |          |
| Кірильчик Павел Васільєвіч     | 4 січня 1981      | Білорусь | 23       | 2        |          |
| Кобін Василь Васильович        | 24 травня 1985    | Україна  | 27       | 4        |          |
| Кополовець Михайло Михайлович  | 29 січня 1984     | Україна  | 25       | 0        |          |
| Луцик Антон Васильович         | 25 березня 1987   | Україна  | 3        | 0        |          |
| Мартинюк Ярослав Петрович      | 20 лютого 1989    | Україна  | 1        | 0        |          |
| Ощипко Ігор Дмитрович          | 25 жовтня 1985    | Україна  | 8        | 1        |          |
| Сучков Аляксєй Вячаслававіч    | 10 червня 1981    | Білорусь | 11       | 0        |          |
| Ткачук Андрій Миколайович      | 18 листопада 1987 | Україна  | 13       | 1        |          |
| Худоб'як Ігор Ярославович      | 20 лютого 1985    | Україна  | 29       | 4        |          |
| Нападники                      |                   |          |          |          |          |
| Роша Батіста Вільям            | 27 липня 1980     | Бразилія | 13       | 4        |          |
| Зеньов Сергей                  | 20 квітня 1989    | Естонія  | 11       | 0        |          |
| Ковєль Лєанід Лєанідавіч       | 29 липня 1986     | Білорусь | 16       | 6        |          |
| Кожанов Денис Станіславович    | 13 червня 1987    | Україна  | 10       | 0        |          |
| Омельченко Олексій Сергійович  | 20 червня 1989    | Україна  | 1        | 0        |          |
| Фещук Максим Ігорович          | 25 листопада 1985 | Україна  | 22       | 5        |          |

## Кубок України
| Етап | Дата            | Господар                   | Рахунок | Гість             |
| ---- | --------------- | -------------------------- | ------- | ----------------- |
| 1/16 | 26 вересня 2007 | «ІгроСервіс» (Сімферополь) | 1:0     | «Карпати» (Львів) |